# Dagens visa
Dagens visa är ett TV-program riktat till barn producerat av och visat i SVT sedan 12 februari 1987. Programmet består av att barn från körerna Ministrålarna och Solstrålarna, sångverksamheter som startades i Vallentuna under 1970-talet, sjunger ett antal visor. I övrigt är programmet mycket enkelt upplagt vad gäller scenografi och grafik.

### Fotnoter
1. ↑  ”Dagens visa”. Svensk mediedatabas. http://smdb.kb.se/catalog/search?q=%22Dagens+visa%22+typ%3Atv&sort=OLDEST. Läst 10 november 2012.